# 채 영후
채 영후(蔡靈侯, ? ~ 기원전 531년), 채 영공(蔡靈公)은 중국 춘추 시대의 인물로, 제18대 채후이다. 성은 희(姬), 휘는 반(般, 班)다.
제17대 채후 채 경후의 아들로, 경후 49년(기원전 543년)에 경후가 초나라에서 영후의 아내를 맞이했다가 통정하자 경후를 죽이고 채후가 되었다.
이웃 초나라의 초 영왕은 초 강왕의 아우며 겹오의 숙부인데 채 영후 2년(기원전 541년)에 겹오를 죽이고 즉위했으며, 채 영후 9년(기원전 534년)에는 진나라를 병탄했고, 마침내 채나라에까지 손을 뻗쳤다. 영후 12년(기원전 531년), 영후가 아버지를 죽였다 하여 영후를 초나라의 신(申) 땅으로 유인하고 연회를 열고 갑사를 매복시켰다가 영후가 취하자 죽였다. 본국은 영왕의 아우 공자 기질의 포위를 받아 11월에 망했고, 기질이 채나라를 다스리며 채공(蔡公) 혹은 채후(蔡侯)를 일컬었다. 기원전 529년, 기질이 초 평왕으로 즉위해 채나라를 돌려준 후에야 겨울 10월에 영공을 제후의 예로 장사지냈다.